# Souchez
Souchez è un comune francese di 2 658 abitanti situato nel dipartimento del Passo di Calais nella regione dell'Alta Francia.

## Storia

### Simboli
Lo stemma comunale è stato adottato nel 1994 su proposta degli Archives du Pas-de-Calais ispirandosi al blasone della famiglia de Fruleux che acquistarono la signoria di Souchez  dai De Boffles nel XVIII secolo.

### Onorificenze
- Croix de guerre 1914-1918

## Società

### Evoluzione demografica
Abitanti censiti